# 돌레로사우루스
돌레로사우루스(학명:Dolerosaurus trauthi)는 악어목 피토사우루스과에 속하는 악어이다. 지금은 멸종된 종으로서 전체적인 몸길이가 2~4m인 거대한 악어에 속한다.

## 특징
돌레로사우루스는 트라이아스기 후기(카르니아 후기) 오스트리아 룬츠층 상부에서 멸종된 디아스피드 속이다. 돌레로사우루스는 2013년에 리처드 버틀러에 의해 처음 명명되었으며 모식종은 프랑수쿠스 트라우티이다. 1939년에 프리드리히 폰 휴네는 작은 로스트룸 조각에 기초하여 새로운 종의 피토사우루스의 프랑수쿠스를 프랑수쿠스 트라우티라고 명명했다. 그것은 나중에 팔레오리누스로 언급되었지만 2013년에 새로운 돌레로사우루스속으로 이름이 바뀌었다. 안타깝게도 돌레로사우루스의 완모형 화석은 매우 작고(2.0인치) 알려진 유적은 매우 적기 때문에 돌레로사우루스에 대해 거의 언급할 수 없다. 돌레로사우루스는 1939년에 피토사우루스로 언급되었지만 2013년에 후속 분석을 거쳐 기초 디아스피드로 재분류되었다. 돌레로사우루스는 피토사우루스과의 악어답게 잘 발달된 뒷다리와 위장을 가졌을 것으로 추측되는 종으로 이는 초식과 육식을 모두 골고루 할 수가 있는 잡식성의 몸구조들을 가지게 하였다. 양턱에는 총 20~25개의 날카로운 톱니 모양의 이빨들이 나 있다. 먹이로는 당대에 서식했던 물고기, 갑각류의 육식성인 먹이와 수생식물과 같은 초식성의 먹이들을 모두 섭이했던 잡식성의 악어로 추정되는 종이다.

## 생존시기와 서식지와 화석의 발견
돌레로사우루스가 생존했었던 시기는 중생대의 트라이아스기 후기로서 지금으로부터 2억년전~1억 8000만년전에 생존했었던 종이다. 생존했었던 시기에는 오스트리아 대륙을 중심으로 하는 강, 호수 등에서 주로 서식했었던 악어이다. 화석의 발견은 2013년에 오스트리아의 트라이아스기에 형성된 지층에서 유럽의 고생물학자 중에 한명인 프리드리히 폰 휴네에 의하여 처음으로 화석이 발견되어 새롭게 명명된 종이다.

## 같이 보기
- 파충류
- 중생대
- 트라이아스기
- 악어
- 화석